# Meinard I de Gorízia-Tirol
Meinard III (vers 1200/1205 - gener/febrer de 1258) va ser comte de Gorízia o Görz de la casa dels sigardings des de 1231 i comte de Tirol o de Gorízia-Tirol (com a Meinard I) des 1253 fins a la seva mort. Era el fil del comte Engelbert III de Gorízia (+ 1220) i Matilde d'Andechs, germana del duc Bertold IV de Merània. Va entrar en el control de totes les possessions del comtat de Görz després de la mort del seu oncle Meinard II de Gorízia el Vell (1231), i de les del Tirol només en part, com herència del seu sogre el comte Albert IV de Tirol, amb la filla del qual estava casada.
Meinard va recolzar fermament l'emperador Frederic II de Hohenstaufen en el seu conflicte amb el papa Innocenci IV i en compensació va ser nomenat governador imperial del ducat d'Estíria i la Marca de Carniola després de l'últim Babenberg, el duc Frederic II el Bataller o el Bel·licós que havia mort sense hereus el 1246. Des de 1250 en endavant, també fou administrador-governador del ducat d'Àustria, però davant la caiguda de la dinastia dels Hohenstaufen no va prevaler: el seu govern a Carniola va ser impugnat per la casa de Sponheim i a Àustria i Estíria va ser expulsat per príncep premíslida de Bohèmia Ottokar II el 1251.
Meinard, recolzat pel seu sogre Albert IV de Tirol, va tractar d'obtenir llavors el control sobre el ducat de Caríntia, però va fracassar en una desgraciada campanya contra el duc Bernat de Sponheim i el seu fill Felip, arquebisbe de Salzburg. El 8 de setembre de 1252, va ser finalment derrotat i fet presoner a Greifenburg junt al seu sogre. D'acord amb les normes del tractat de Lieserhofen, celebrat el 27 de desembre de 1252 va haver de deixar els seus fills Meinard II i Albert com a ostatges de Bernat i Felip. Tots dos van ser empresonats a Hohenwerfen a Salzburg i hi van restar fins al 1258, en què es va fer el pagament acordat pel rescat de Meinard i Albert I; a més va haver de renunciar a certs béns, incloent Mittersill, Virgen, Matrei i Oberdrauburg.
Després de la mort d'Albert IV de Tirol el 1253, Meinard i el seu cunyat, Gebhard d'Hirschberg, es van repartir el Tirol, del qual Meinard va prendre la part sud amb Merano. El seu fill Meinard va readquirir les terres dels hereus de Gebhard d'Hirschberg (+ 1275) el 1284 (que no eren fills de l'esposa tirolesa de Gebhard sinó d'una altra esposa) i dos anys més tard a més va rebre Caríntia del rei d'Alemanya Rodolfo I d'Habsburgo.
Meinard I va morir en 1258 i fou enterrat al castell de Tirol.

## Matrimoni i fills
Vers 1237, es va casar amb Adelaida de Tirol, filla d'Albert IV, comte de Tirol. Van tenir quatre fills coneguts:
- Adelaida († 1291), que es va casar amb el comte Frederic I d'Ortenburg
- Meinard (1238-1295), comte de Gorízia (IV) i el Tirol (II), duc de Caríntia (I)
- Albert I († 1304), comte de Gorízia
- Berta († 1267), es va casar amb Conrad, comte de Wullenstetten